# 新しい恋/長い猫
「新しい恋/長い猫」（あたらしいこい/ながいねこ）は、井上陽水の48枚目のシングル（福岡県限定販売の「歌に誘われて」を含めた場合は49枚目のシングル）。

## 概要
- 新しい恋は、サントリー「ザ・サントリーオールド」CMソング。
- 長い猫は、娘の依布サラサとの共作。

## 収録曲
1. 新しい恋
作詞:町田康、作曲:井上陽水、編曲:鈴木茂
2. 長い猫
作詞:井上陽水・依布サラサ、作曲:井上陽水、編曲:武沢侑昂

## 収録アルバム
- LOVE COMPLEX (#1,2)